# گواژه

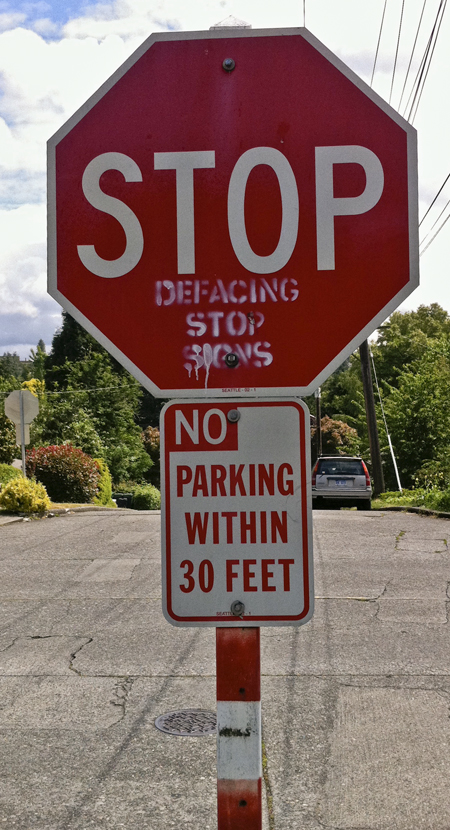
یک علامت ایست با صنعت آیرونی مخدوش شده است و در آن خواهش کرده است تا علامت ایست را از شکل نیندازند.

گواژه یا وارونه‌گویی (در انگلیسی آیرِنی :Irony، از زبان یونانی باستان εἰρωνεία به معنی «دورویی» یا «جهل جعلی» گرفته شده‌است.) یکی از وسیع‌ترین مفاهیم شیوه بلاغی و صناعت‌های ادبی است که در آن مفهوم رویدادها با آن مفهومی که در سطح به نظر می‌رسند متفاوت است. وارونه گویی می‌تواند به دسته هایی از جمله وارونه گویی در لفظ، نمایش یا وضعیت تقسیم شود.
وارونه گویی‌های لفظی، نمایشی و وضعیت اغلب برای تأکید بر درستی ادعا استفاده می‌شود. با نوع طنزآمیزی از تشبیه که در طعنه زدن استفاده می‌شود و برای تأکید بر یک معنی با استفاده از زبان شرحی خلاف واقعیت می‌دهد، حقیقت را کتمان می‌کند و بدیهی است که یک اتصال حقیقی را نشان نمی‌دهد.
دیگر انواع، که توسط کانوپ تیروال در تاریخ تشخیص داده شده‌است شامل وارونه گویی جدلی (دیالکتیک) و وارونه گویی عملی می‌باشد.

## تعریف
هنری واتسون فاولر، در کتاب زبان انگلیسی پادشاه می‌گوید: «هر تعریفی از وارونه گویی -هر چند ممکن است هزاران تعریف از آن ارائه شود، اما تعداد کمی از آن‌ها مورد پذیرش است- باید شامل این بشود که چیزی که در لایه سطحی گفته می‌شود با چیزی که در لایه‌های زیرین گفته می‌شود نباید یکسان باشد.» همچنین اریک پاتریدج در استفاده و سوءاستفاده معتقد است: «وارونه گویی بیان چیزی است که در تقابل با معنای آن است.» استفاده از نیاز به مفهوم مخاطب دوگانه دارد. فاولر در یک فرهنگ لغت از کارکرد انگلیسی جدید می‌گوید:
آیرونی یک نوع گفتمان است که باید ذهن مخاطب دوگانه فرض شود، یک بخش آنان که آن چیز که باید بشنوند، می‌شنوند و درک نمی‌کنند، و بخش دیگر خوانندگانی که از هر دو سطح آگاه است و درک می‌کند.
این اصطلاح گاهی مترادف با نامتجانس استفاده می‌شود و به هر چیز عجیب و غریب بی‌اهمیتی گفته می‌شود در شرایطی که مخاطب دوگانه‌ای ندارد. به‌طور مثال:
سالیوان، کسی که واقعاً به موسیقی جدی علاقه‌مند بود، و تا سطوحی نیز در آهنگسازی موفق بود، شهرتش را بیشتر از کارهای جدی خود به خاطر آهنگ‌های کمیک اپرایی که نواخت به دست آورد.
در فرهنگ واژگان انگلیسی آمریکن هریتیج معنی ثانویه وارونه گویی به این صورت آمده است: «ناسازگاری میان آنچه انتظار رخ دادنش وجود دارد و آنچه رخ می‌دهد.» این مفهوم اگرچه مترادف نامتجانس نیست اما با تعریف وارونه گویی نمایشی و موقعیت یکسان است. در تعاریف وارونه گویی ناسازگاری اغلب موجود است اما ناسازگاری باید برخی جنبه‌های حماقت یا غرور انسان را آشکار کند؛ بنابراین کاربر مورد استفاده فرهنگ واژگان آمریکن هریتیج استفاده وارونه گویی برای اتفاقات تأسف بار صرف یا ناامیدی‌های غافل گیرکننده قابل قبول نیست زیرا هیچ چیز از غرور یا حماقت انسان را نشان نمی‌دهد.
همچنین از این جنبه فرهنگ انگلیسی آکسفورد بیان می‌کند:
شرایطی که کردار و رویدادهای مربوط به یک شخصیت متضاد آنچه هست یا به صورت طبیعی از آن انتظار می‌رود، قرار بگیرد: یک نتیجه متناقض از رویدادها به طوری که وعده‌ها و تناسب چیزها به استهزاء گرفته شود.

## منشأ واژه در زبان انگلیسی
بر طبق دانشنامه بریتانیکا:
واژه آیرونی از یکی از شخصیت‌های یک کمیک یونانی به نام ایرون به وجود آمده است، یک بازنده باهوش که هوشش مکرراً بر شخصیت متظاهر آلازون پیروز می‌شود. آیرونی گفتگوی افلاطون از سقراط نیز از این تئاتر کمدی مشتق شده است.
بر طبق نظر ریچارد واتلی:
ارسطو با عنوان ایرونیا یاد می‌کند، که در زمان او عموماً به عنوان معنی بخشیدن به کار برده می‌شد، نه به شکل جدید که «آیرونی، آنچه که معنی مخالف می‌دهد»، اما آنچه که نویسندگان قدیمی با تأکید معکوس بیان می‌کردند، مثلاً گفتن کمتر از آنچه که معنا می‌دهد.
این لغت از قرن شانزدهم به عنوان آرایه ادبی وارد ادبیات داستانی شد. این واژه از لاتین و در نهایت یونانی (εἰρωνεία (با تلفظ: اِیرونیا)) مشتق شده‌است که معنی دورویی و جهالتی که از عمد است، می‌دهد.

## انواع
.

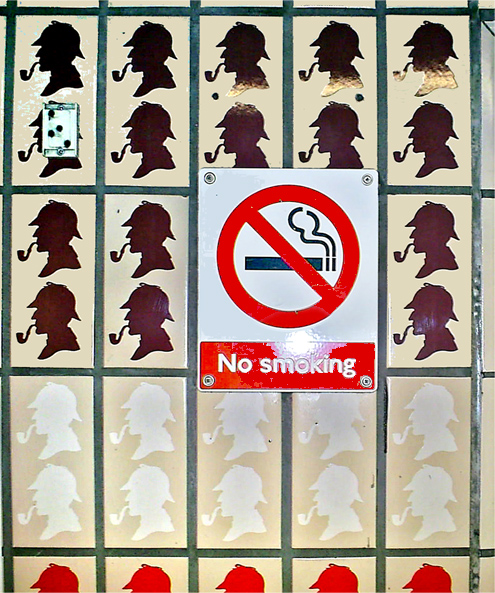
یک تابلوی «سیگار نکشید» که با عکس‌های پیپ کشیدن (نوعی استعمال دخانیات) شرلوک هولمز احاطه شده است در ایستگاه خیابان بیکر

دانشنامه جدید شعر و فنون شعر پرینستون میان انواع وارونه گویی زیر تمایز قائل شده‌است:
- وارونه گویی کلاسیک: به منشأ وارونه گویی در کمدی یونان باستان، راه کلاسیک و بلوغ قرون وسطی اشاره دارد.
- وارونه گویی رمانتیک: نوع خودآگاهانه و نقد خود در داستان.
- وارونه گویی طنز: یک تضاد بین مطلق بودن و نسبی بودن، عمومی بودن یا فردی بودن، که گئورگ ویلهلم فریدریش هگل با این عبارت «عمومی‌ترین نوع [وارونه گویی] در جهان.
- وارونه گویی لفظی: تضاد بین یک حالت تقریر شده و معنایی که برای آن تعیین شده است.
- وارونه گویی موقعیت: اختلاف میان قصد و نتیجه؛ وقتی که نتیجه یک عمل مخالف است با اثر مورد نظر.
- وارونه گویی دراماتیک و وارونه گویی تراژیک: وجود اختلاف میان بازیگر و تماشاگر؛ وقتی که کلمات و اعمال دارای اهمیتی بیان می‌شود که شنونده یا بیننده متوجه آن می‌شود، اما گوینده یا شخصیت نمی‌تواند معنای آن را درک کند؛ به طور مثال هنگامی که یکی از شخصیت‌ها به دیگری می‌گوید: «فردا می بینمت» اما مخاطب (نه شخصیت) می‌داند که شخصیت تا پیش از طلوع خورشید خواهد مرد. این روش اکثراً هنگامی ایجاد می‌شود که مؤلف موجب می‌شود یک شخصیت چیز اشتباهی بگوید یا کار اشتباهی بکند. جهل دربارهٔ برخی قسمت‌های حقیقت باعث می‌شود که مخاطب آگاه باشد. در وارونه گویی تراژیک، مخاطب می‌داند که شخصیت اشتباه می‌کند.